# Club de oficiales de Fort Totten
El club de oficiales de Fort Totten, también conocido como el castillo, es un club histórico ubicado en el fuerte Totten, en Bayside, Queens, Nueva York. El club fue construido en la década de 1870 y ampliado a su tamaño actual en 1887. Es un gran edificio de estilo neogótico tardío. Es un edificio de estructura rectangular de dos pisos con un pabellón de torre central saliente y revestido con tablillas. Cuenta con torres idénticas, poligonales, de tres pisos y un parapeto de madera que rodea la línea del techo.
Fue incluido en el Registro Nacional de Lugares Históricos en 1986. El castillo es ahora el hogar de la Sociedad Histórica de Bayside, que se enfoca en la historia del área. Las exhibiciones incluyen la historia y la cultura de Bayside y Queens, así como la historia del edificio.